# Meta Antenen
Meta Antenen (Orpund, 7 aprile 1949) è un'ex lunghista, ostacolista e multiplista svizzera.

## Palmarès

### Europei
- 2 medaglie:
  - 2 argenti (Atene 1969 nel pentathlon; Helsinki 1971 nel salto in lungo)

### Europei indoor
- 7 medaglie:
  - 1 oro (Göteborg 1974 nel salto in lungo)
  - 2 argenti (Belgrado 1969 nei 50 m ostacoli; Grenoble 1972 nel salto in lungo)
  - 4 bronzi (Belgrado 1969 nel salto in lungo; Grenoble 1972 nei 50 m ostacoli; Göteborg 1974 nei 60 m ostacoli; Katowice 1975 nel salto in lungo)